# نیو افینگتون (داکوتای جنوبی)
نیو افینگتون(به انگلیسی: New Effington) شهری در ایالت داکوتای جنوبی کشور ایالات متحده آمریکا است که جمعیت آن در سرشماری سال ۲۰۱۰ میلادی، ۲۵۶ نفر بوده‌است.